# Löhbach (Ennepe)
Der Löhbach ist ein gut vier Kilometer langer kleiner Talauebach des Grundgebirges im Märkischen Oberland und ein  südöstlicher und orografisch rechter Zufluss der Ennepe im nordrhein-westfälischen Märkischen Kreis.

## Geographie

### Verlauf
Der Löhbach entspringt im Märkischen Kreis am Nordrand der Kleinstadt Halver auf einer Höhe von etwa 407,5 m ü. NHN in einem Wäldchen aus einem winzigen Teich. Der junge Bach fließt zunächst knapp 100 in nördlicher Richtung und vereinigt sich dort mit einem aus dem Osten kommenden zweiten Quellast.
Der vereinigte Bach läuft danach westwärts durch die Feuchtwiesen der Flur Lüdgenheide am Nordrand von Halver südlich an zwei kleinen Teichen und kurz darauf nördlich an einem Rückhaltebecken vorbei.  Der Bach unterquert nun die L 528 (Dortmunder Straße), wechselt dann seine Laufrichtung nach Nordnordwesten und wird gleich danach am Ostrand des Halver Ortsteils Weißenpferd zu einem Teich gestaut. Etwa auf der Höhe der Danziger Straße schlägt er einen mehr nordwestliche Kurs, der später mehr und mehr nach Westen übergeht, ein, kreuzt dann die Hagener Straße, schlägt danach einen Bogen um ein Industriegebiet. Etwas bachabwärts in der Flur Im Leibzuchten wird er auf seiner linken Seite von dem aus dem Südsüdwesten herannahenden Schwarzenbach gespeist.
In fast nördlicher Richtung fließt der Löhbach nun an seiner linken Seite an der zu Halver gehörenden  gleichnamigen benannten Hofschaft und dem auf seiner rechten Seite liegenden 6,6 ha großen Naturschutzgebiet Höhle Halver Hülloch vorbei. Etwas später nimmt er in der Flur Am Löhbach auf seiner rechten Seite den dort aus dem Osten heranziehenden  Rawensiepen auf.
Der Löhbach zieht nun  westwärts an einem direkt nördlich von ihm liegenden und durch einen rechten Arm von ihm gespeisten Teich vorbei, wo ihm  gleich darauf von rechts der Wulfsiepen zufließt. Der Löhbach passiert dann die Hofschaft Auf den Kuhlen und fließt danach in einem engen Tal etwa einen halben Kilometer durch die Felder der Flur Kuhlwiesen. Ungefähr hundert Meter östlich der Hofschaft Beisen mündet sein größter Zufluss, der dort zuletzt aus dem Süden kommende Schmalenbach ein.
Am Ostrand der Hofschaft läuft der Löhbach nun nordwestwärts entlang, wendet sich dann nach Westen und mündet schließlich auf einer Höhe von circa 337 m ü. NHN von rechts in die aus dem Süden heranziehende  Ennepe.
Der 4,176 km langer Lauf des Löhbachs endet ungefähr 70,5 Höhenmeter unterhalb seiner Quelle, er hat somit ein mittleres Sohlgefälle von etwa 17 ‰.

### Einzugsgebiet
Das 4,394 km² große Einzugsgebiet des Löhbachs liegt im Märkischen Oberland  und wird durch ihn über die Ennepe, die Volme, die Ruhr und den Rhein zur Nordsee entwässert.
Es grenzt
- im Nordosten an das Einzugsgebiet der Glör, die über die Volme in die Ruhr entwässert und an das des Schlechtenbachs, der über die Bräumke und die Hälver in die Volme entwässert;
- im Osten an das der Bräumke;
- im Südosten an das der Hälver direkt;
- im Süden an das des Bolsenbachs, der in die Ennepe mündet und
- im Norden an das des Ennepezuflusses Rehbrauckbach.

### Zuflüsse
- Schwarzenbach (links), 0,5 km[4]
- Rawensiepen (Rauensiepen) (rechts), 1,9 km, 0,69 km², 17,32 l/s
- Wulfsiepen (rechts), 0,6 km[4]
- Schmalenbach (links), 1,7 km, 0,96 km², 24,83 l/s